# Glyphodes meridialis
Glyphodes meridialis là một loài bướm đêm trong họ Crambidae.